# Kierunek dystalny

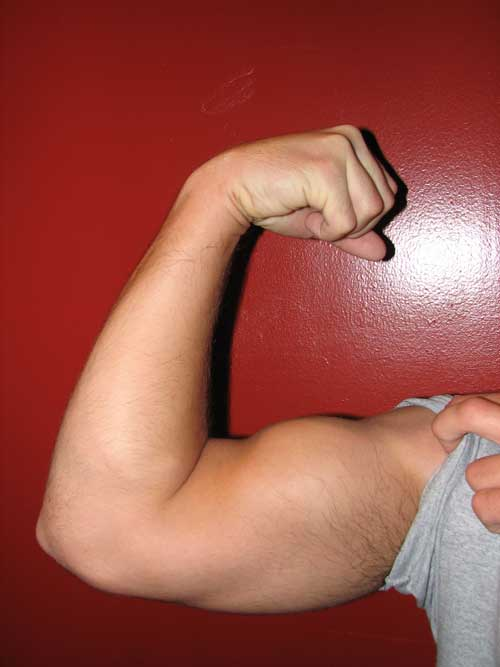
Dłoń stanowi dystalną część kończyny górnej

Kierunek dystalny, kierunek dalszy (łac. distalis) – kierunek lub położenie anatomiczne skierowane ku końcowi kończyny, położone dalej od osi pośrodkowej ciała, np. kanalik dystalny.